# Кокиль, Ги
Ги Коки́ль (фр. Guy Coquille, произносится Коки́й), известный под латинским именем Conchylius (11 ноября 1523 года, Десиз — 11 марта 1603 года), — выдающийся французский правовед (юрист) и поэт XVI века.

## Биография
Родился в 1503 г. в старинной судейской семье. Образование получил в Париже, в Наваррском коллеже, где изучал греческих и латинских авторов и искусство сочинения, и в падуанском университете, затем стал адвокатом. Переняв парижский судейский опыт, занимал разные судебные должности на своей родине в герцогстве Нивернэ; в 1571 году был назначен генерал-прокурором Нивернэ; несколько раз избирался депутатом от третьего сословия в генеральные штаты; на последнем собрании был одним из комиссаров, редактировавших «тетради жалоб» третьего сословия.
Кокиль много работал над собранием и объединением местного обычного права. Выступал против партии католической лиги.

## Труды
- Главные труды Кокиля:
  - «Les coustumes du pays et duché de Nivernois» (1584—1590); в обширном предисловии Кокиль доказывал, что «истинное право» Франции не римское, но «писанный обычай», выражение воли чинов каждой провинции.
  - Institutions au droit des Francois, ou Nouvelle Conférence des Coutumes de France (1607)
  - В своём труде: «Questions, responses et méditations sur les coustumes de France. Institution au droict des François» (1611) Кокиль стремился свести разнообразие местных обычаев к известному числу общих норм, которые предлагал как общее право Франции.

- Им написан лучший комментарий к ордонансу Генриха III 1580 года.
- Сочинения по публичному праву:
  - «Discours des Estats de la France etc.»;
  - «Traité des paires de France, leur origine etc.»;
  - «Du Concile de Trente etc.»;
  - «Memoire pour la reformation de l’estat ecclesiastique» (1592);
  - «Traités des libertez de l’Eglise de France» (1594).
- Кокиль написал также историю своей родной провинции: «Histoire du pays et duché de Nivernois».
- Несколько политических сочинений против лиги и ультрамонтанов:
  - «Dialogue sur les causes de la misère de la France» (1590);
  - «Des Entreprises des papes et du legat qui estoit en France pour la Ligue» (1591).

Сочинения Кокиля издавались:
- Гильомом Жоли в Париже (1646—1650);
- более полное издание 1665 (Париж) и 1703 (Бордо), но много его сочинений остались в рукописи.

Стихотворные, на латинском языке, сочинения Кокиля издавались:
- «Guidonis Conchylii Romenaei Nivernensis poemata» (Невер, 1590—1593);
- «Psalmi Davidis CL translati in vers. heroic.» (Невер, 1592).